# ジェイムズ・ヘットフィールド
ジェイムズ・アラン・ヘットフィールド （英語: James Alan Hetfield、1963年8月3日 - ）は、アメリカ合衆国出身のロックミュージシャン、シンガーソングライター、ギタリスト。身長185cm。
同国のヘヴィメタル・バンド「メタリカ」のフロントメンバー。ローリング・ストーン誌選出「歴史上最も偉大な100人のギタリスト」第87位。

## 略歴
- 1963年8月3日に、アメリカ合衆国カリフォルニア州ロサンゼルスにて生まれる。
- 1981年にラーズ・ウルリッヒが掲載したバンドメンバー募集の新聞広告に応え、そこからメタリカを結成。
- 1992年8月8日、ガンズ・アンド・ローゼズとのスタジアムツアーでのメタリカのステージで、"Fade to Black"のオープニングにおいてパイロテクニクスの事故が発生し、腕や顔などにII〜III度の大やけどを負う。事故後わずか17日でステージへと戻り、その後4週間、ライヴではジェイムズがヴォーカルのみを担当し、リズム・ギターをメタル・チャーチのギタリスト、ジョン・マーシャルが代行した。
- 2000年、アルバム『セイント・アンガー』収録作業中にアルコール依存症に陥り、リハビリ施設に入所。後に本人は「人生の中で最も恐ろしいひと時だった」と回想している。
- 2019年、映画『テッド・バンディ (Extremely Wicked, Shockingly Evil And Vile)』に俳優として出演。警官「ボブ・ヘイワード」役を演じた。ジェイムズが俳優として映画出演するのはこれが初となる[1]。
- 2024年、ジョー・R・ランズデールの小説が原作の映画『The Thicket』に俳優として出演。俳優としての映画出演は2019年の『テッド・バンディ』以来となる[2]。

## 音楽性
- 速くて重いスラッシュメタルでの演奏を得意とする。メタリカの曲のリフの多くは彼が作り出したものであり、ギター雑誌などでは「リフマスター」の異名が与えられた。リードはそれほど得意ではないためか、メタリカでのソロの多くはカークが担当する。特に、レコーディングにおいては役割分担がはっきりしており、かつてはリズムギターの左右両パートともジェイムズが演奏していた。
- 彼はギターリフについて、「ギターリフを、スピーディにかつシャープにするには、ダウンカッティングが重要なポイントになる」と語っている。同じく、リフ・マスターと呼ばれているパンテラのダイムバック・ダレルは、「強靭な右手を持ちメタリカのリフを支えるギタリスト」と評している。目安として、BPM200〜210くらいの曲なら、8分のリズムをダウンピッキングのみで演奏してしまう。
- 上記のフィジカルなプレイだけではなく、叙情的なアルペジオをフィンガーピッキングで弾いたり、ブルースのフレーズやカントリー調のアルペジオを奏でたりと幅広い。
- ボーカリストとしては野太い声が特徴。ハイトーンで歌うことは現在ではほとんど無いが、1stアルバム『キル・エム・オール - Kill 'Em All - 』の頃には、ハイトーンのシャウトを多用していた。年を経るごとに野太く高音の出にくい歌い方へと変化していったが、他のポピュラー・ミュージックのヴォーカルと比べ特段音域が低いわけでない。ボーカリストとしての音楽性を見出したのは、アルバム『メタリカ』といわれている。なお、2008年にリリースした『デス・マグネティック』では、リック・ルービンのプロデュースで、声のキーを以前並みの高さに戻している（同作品のライナーより）。元々、『デス・マグネティック』のデモ制作時はキーをE♭で演奏していたが、ヴォーカルに緊張感を持たせるために半音上げたEに変更された。ライブでは、アルバムよりも半音低いE♭で演奏されている。また、独特のこぶし回しが特徴的で、1990年代以降は彼のボーカル・スタイルを模倣するバンドがヘヴィメタル以外の音楽でも多く現れた。コンサートで時折デスボイスのような声で歌うときもある。

## 使用機材

### ギター
バンド黎明期 - 1984年までは、1980年に200ドルで購入した日本のエレクトラ製のフライングVのコピーモデルを使用、フロント･リア共にセイモアダンカン製の高出力ハムバッカー、インベーダーを搭載（08年のDeath MagneticのレコーディングでピックアップをEMG60と81に載せ換えられ復活し、一部で使用された）。このフライングVのコピーモデルに関してジェイムズは、「ある特定のバンドを愛するキッズのほとんどは、彼らが使っているのと同じギターを欲しがるもんだろ。俺はずっと白いフライングVが欲しかった。スコーピオンズ、ジューダス・プリーストだ！あれはヘヴィメタルギターだった。わかるだろ、マイケル・シェンカーだ。ホワイトVを持つのは俺の夢だった。」「コピー商品なのは知っていたが、俺らは本物のギブソンのように扱ってた。マイケル・シェンカーが持ってたから、俺も持つ必要があった。」と述べ、かなりの愛着を持って使用していた。しかしネックが折れるなど故障したため、以降は「So What」と「More Beer」と書かれたステッカーを貼った2本の白の1984年製のギブソン・エクスプローラーを使用し始める。
1年にも満たない程の短期間ではあるがダンカン・インベーダーを搭載し、ヘッド部に「Kill Bon Jovi」というステッカーが貼られたジャクソン製キングVを使用した時期もあった。
3rdアルバム時は前述の84年製エクスプローラーとキングVを使用していたが、4thアルバム時にカークがESPと契約し、シグネチュアモデルを制作した事を切っ掛けにESP製のギターに興味を持ち、自らもエクスプローラーシェイプをオーダーし、中指を突き立てたインレイが有名な「Eet Fuk」というペイントが書かれた白のESP製エクスプローラーシェイプを使用し始め、ここからピックアップもEMG60と81を搭載するようになった。
また、現在はフライングV、レスポールシェイプも愛用し、クリーンサウンドを用いる楽曲ではケン・ローレンス製のエクスプローラーシェイプも愛用している。これらのギターには、共通スペックとしてマシン・ヘッド部はスパーゼル社のロック式ペグ、TrimLockを装備し、ピックアップはEMG60・81のコンビネーションから、同社から出ている自身のシグネチュアモデルのピックアップに載せ換えられている。
レコーディングやMTV.ICONのステージでは、ESPのフォレスト・シェイプの7弦ギターも使用した。
以前は、ESPとLTDからジェイムズ使用のエクスプローラーと同形のモデルが販売されていたが、現在はカタログから外されている。現在ESPから発売され、ステージでも使用頻度が高い各種シグネチュアモデルのギターには並々ならぬ拘りが凝縮されており、見た目、音、重量、ジャックの位置、スイッチの配置、オリジナルデザインのインレイやその角度等の細部まで関与し、ESPと納得いくまで話し合いを重ねて制作されている。ジェイムズは重量が軽めのギターを好むとされ、ギターには厳選された軽量なマホガニー材が使用される。
アンプやエフェクター等の機材に関しては新しい物好きなカーク、保守派なジェイムズというイメージが持たれているが、ギター本体に関してはカークはボディシェイプも含めスペックはほぼ決まっていて、新しいギターを制作する際もペイントやカラーリングのみの変更や細かい部分のマイナーチェンジのみで済ますことが多いのに対し、ジェイムズは丸っきり新しいオリジナルシェイプのモデルを作るなど、他の機材とは逆の嗜好となっている。
なお、ストラップはカナダのLevy's製を、弦はアーニーボール製の011～050（011～048のゲージの6弦のみ050に変更したカスタムゲージ）を、ピックはジムダンロップ製のシグネチュアモデルの1.14mmを使用している。

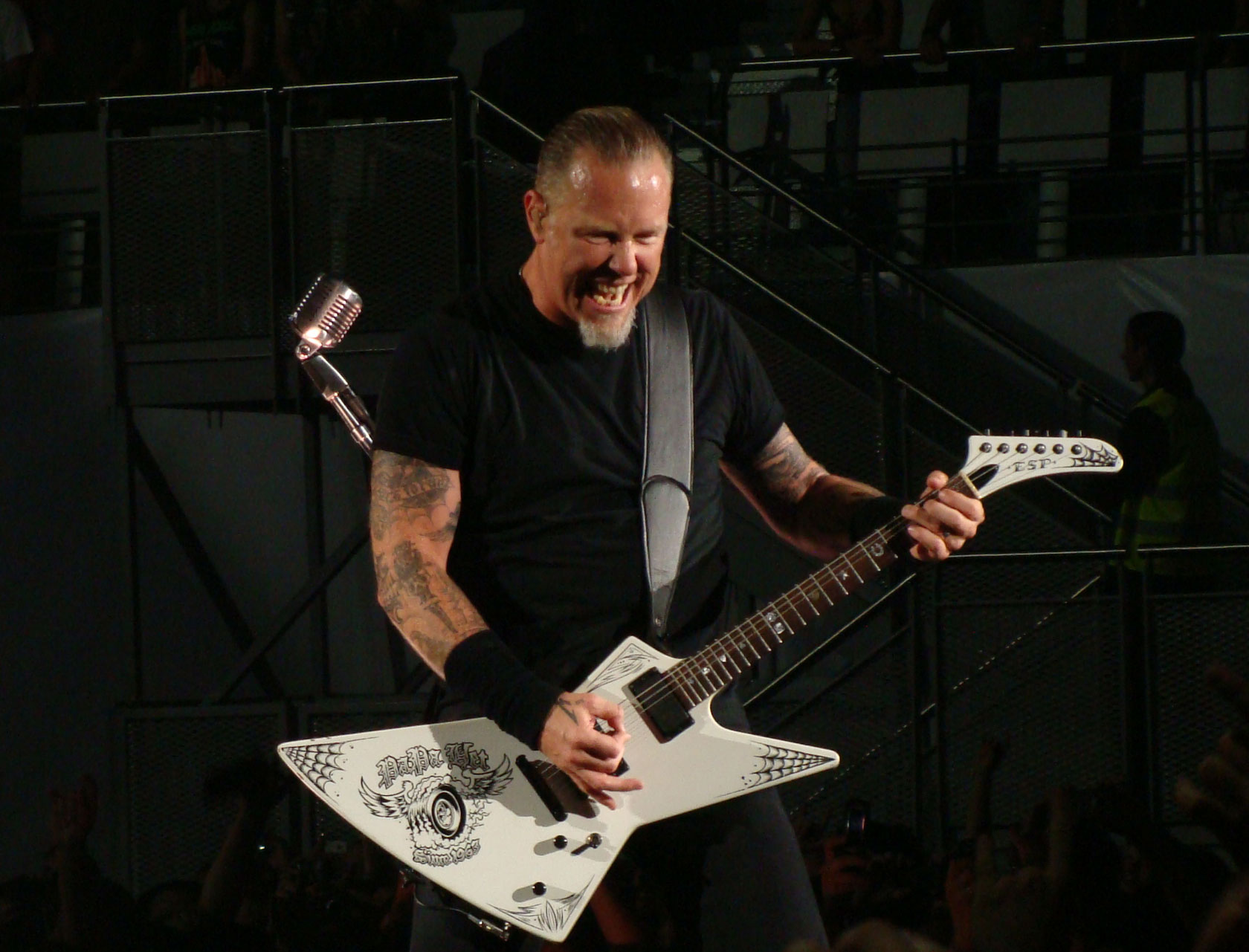
ESP MX-2(2009年)
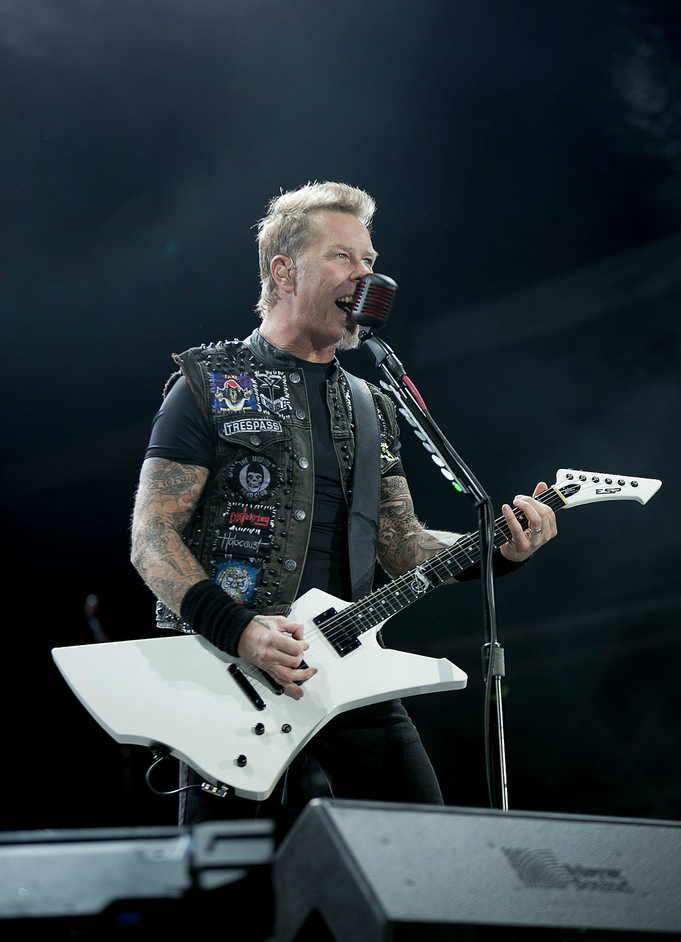
ESP Snakebyte(2012年)
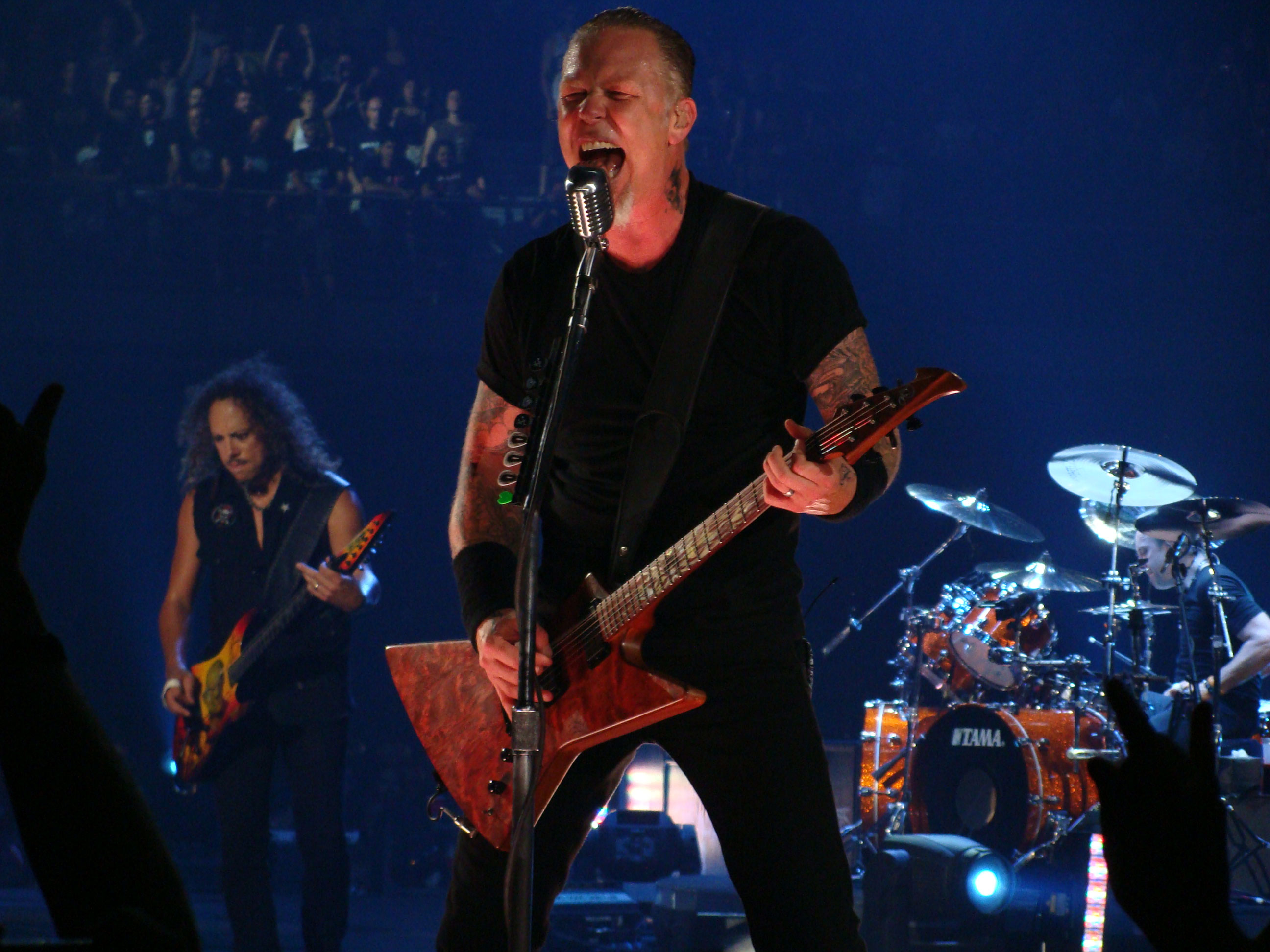
KEN LAWRENCE(2009年)
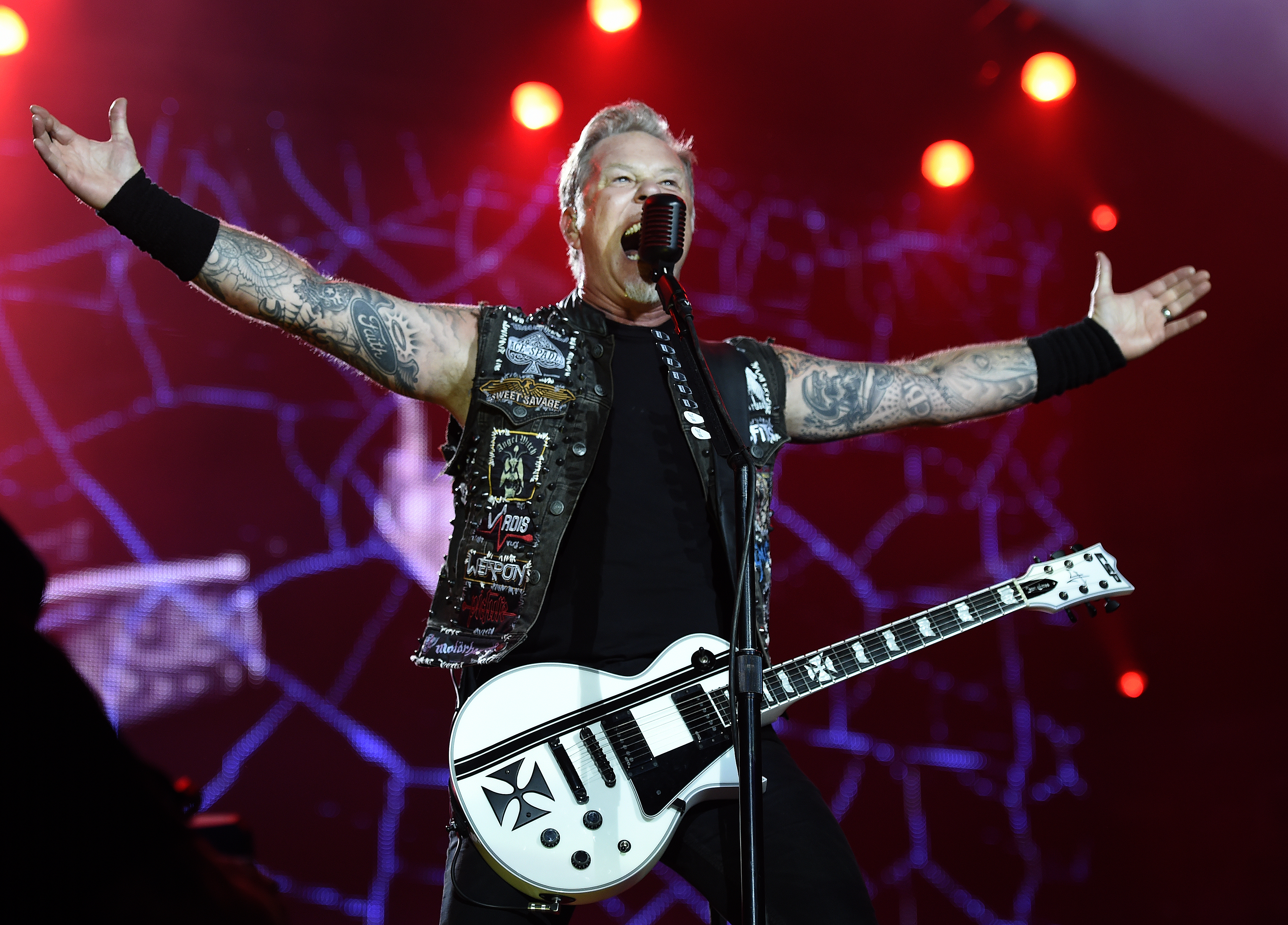
ESP Iron Cross(2015年)
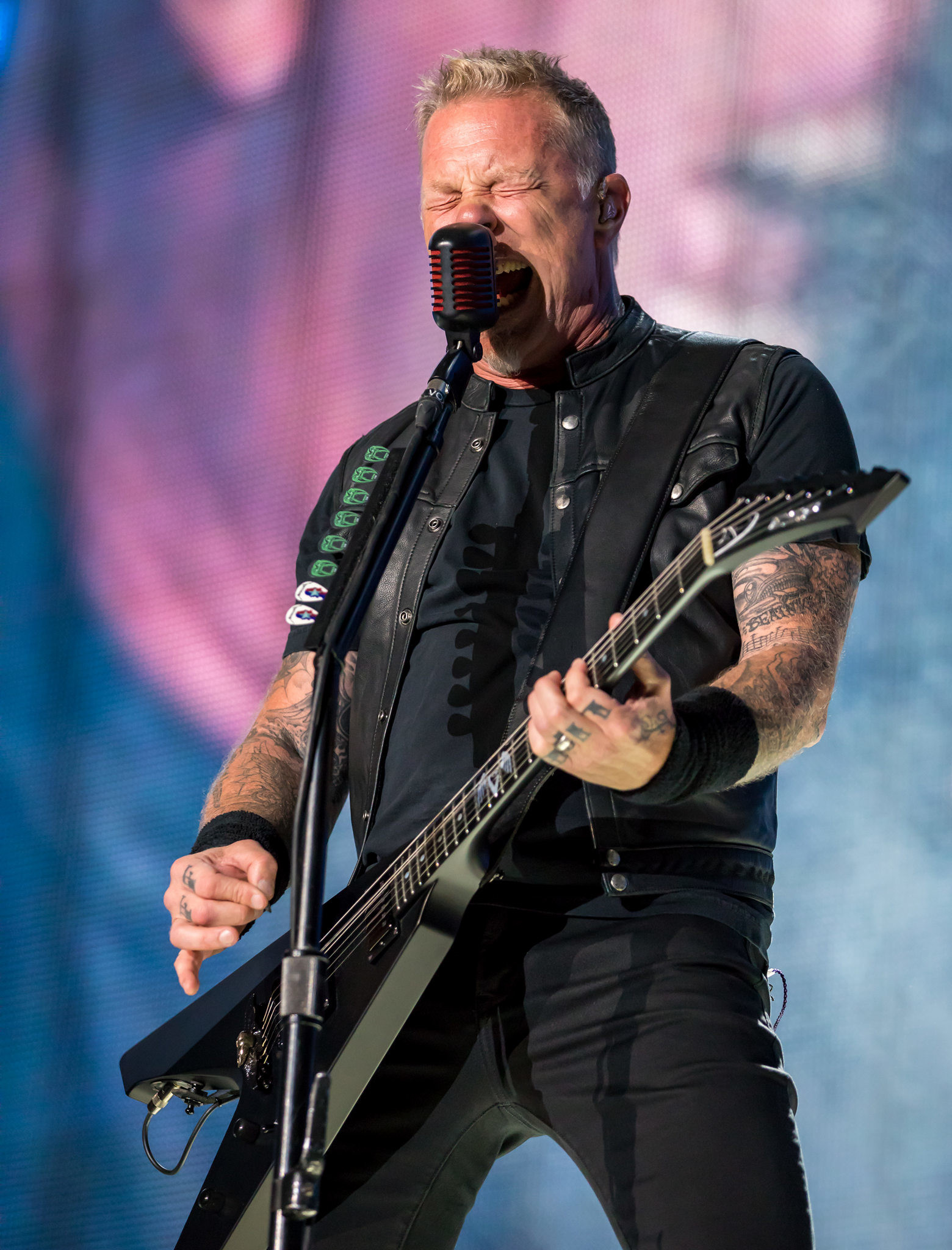
ESP Vulture(2017年)

### ギター・アンプ
2ndアルバム『ライド・ザ・ライトニング』のレコーディング前までは改造されたマーシャル1959のアンプを愛用し、プロコ社のRAT（初期型）でブーストしていたが、レコーディングの直前、ボストンの空港でバンド機材の盗難に遭い(残ったのは自分たちのギターだけだった)、ライド・ザ・ライトニングのレコーディングは借り物の改造されたマーシャルJCM800(50Wの物と言われている)で録音された。その後、当時のエクソダスのギタリストであったリック・ヒューノルトの勧めにより、メサ・ブギーのアンプに乗り換えることになった。この時メタリカはメサ・ブギー製のマークII C+を4台購入したという。
以降の各アルバムのレコーディングで使用したアンプは、以下の通りである。
- 3rd ALBUM メタル・マスター - Master Of Puppets (1986)
メサ・ブギー・マークIIC+
マーシャル JCM800
この時期のサウンドメイキングは歪みがメサブギー、クリーンがマーシャルだった等、諸説あるが、マークIIC+のプリアンプで歪みの音を作り、その信号を改造されたJCM800のパワーアンプに接続し、マーシャルのスピーカーキャビネットで鳴らしていたというのが真相だと言われている
- 4th ALBUM メタル・ジャスティス - ...And Justice For All (1988)
メサ・ブギー・マークIIC+
マーシャル JCM800
メサ・ブギー・クアド・プリアンプ / メサ・ブギー・ストラテジー500
ローランド・JC-120
アンプ等のメインで使用された機材は、前作とほぼ同様の物が使用されていた模様。
- 5th ALBUM メタリカ - Metallica (1991) 
メサ・ブギー・マークIV
メサ・ブギー・クアド・プリアンプ / メサ・ブギー・ストラテジー500
ローランド・JC-120
今作からスタジオに膨大な量の機材が持ち込まれるようになり、メインのスピーカーキャビネットもマーシャルからメサ・ブギーに変更になる。ライヴではこの頃より、スピーカーキャビネットをアイソレーションボックスと呼ばれる完全密閉した箱に入れ、その中でマイキングしてギターの音を拾う手法を取るようになった。
- 6th ALBUM ロード - Load (1996) / 7th ALBUM リロード - Reload (1997)
メサ・ブギー・トリプル・レクティファイヤー
メサ・ブギー・トライアクシス / メサ・ブギー・ストラテジー500
ローランド・JC-120

8th アルバム以降はメイン・アンプとしてDiezel VH-4を使用する事が多い。このVH-4は仕様として、現代のモダンヘヴィネスな音楽スタイルや、７弦や８弦と言った多弦ギターの低音に対応すべく、かなりの歪み量と重低音が出せる４チャンネル仕様のアンプで、ジェイムズはＣｈ３固定でｇａｉｎをかなり控えめにし、イコライザー類もややローを上げ気味にする以外は概ねフラットにしたセッティングで特にエフェクター等は噛ませずに使用しているが、それでも十分すぎる程の歪み量と重低音を弾き出している。ジェイムズはなお、JC-120は主にクリーントーンを奏でる時に愛用している。以前はライヴでもJC-120のヘッドタイプの物をラックに組み込み使用していたが、00年代に入ってからはLINE6 POD X3 ProでJC-120のサウンドをシミュレートして使用していた。
現在はジェイムズ、カーク共にライヴにおいてはフラクタル・オーディオ・システム社のAxe-FxIIを使用し、アンプモデリング機能を用いてサウンドメイクしている。
乗り換えた理由は、普段のライヴと同じ機材でテレビ局のスタジオなどで演奏すると、全く似つかない音になってしまうなどの予測できない想定外の事態に対応するために、予めレコーディングスタジオの完璧なセットアップの状態のアンプのサウンド、セッティングをAxe-FxIIに取り込みモデリングし、どんな場所でも安定したサウンドを得られるようにし、サウンドチェック等における時間と労力の節約、軽減を主な目的としたもの。
このサウンドは2020年に発売された「S&M2」にて初めて公式にレコーディングされ聞く事が出来る。

## トリヴィア
- リフマスターでもあり、リズムギターの名手で、かつそのカリスマ性から評してメディアに『80年代のキース・リチャーズ』と呼ばれていた。
- 少年時代から元パンテラのダイムバッグ・ダレルと親交があり、ダレル曰く「やつの右手のテクニックには脱帽だ　あれはウエイトトレーニングのように右手を鍛え抜かないとありえない」と絶賛している。
- 私生活では、ハンティングやスケートボードを趣味としている。アルバム「METALLICA」収録の「Of Wolf And Man」は彼のハンティングの趣向が現れた歌詞の内容となっている。スケートボードに関しては、転倒による骨折を何度もしたため、結果的にマネジメント会社のQプライムから「旅行先でのスケートボード禁止令」を言い渡されている。
- アルバム「St.Anger」の頃から両腕の広範囲にタトゥーを施している。またそれまで長く伸ばしていた髪を短くするようになっている。
- 俳優として『テッド・バンディ』（2019年公開）と『The Thicket』（2024年公開）の2作品に出演しているが、ポッドキャスト番組『The Metallica Report』のインタビューにて、どちらの作品も監督やプロデューサーから誘われたのを快諾しただけであり、本格的な俳優業はするつもりはないと明かしている[3]。